# Brachyopa maculipennis
Brachyopa maculipennis är en tvåvingeart som beskrevs av Thompson 1980. Brachyopa maculipennis ingår i släktet savblomflugor, och familjen blomflugor. Inga underarter finns listade i Catalogue of Life.